# 108-я танковая дивизия (СССР)
108-я танковая дивизия — воинское соединение Вооружённых Сил СССР в Великой Отечественной войне.

## История дивизии
Дивизия формировалась в Кубинке на основании директивы НГШ № орг/524661 от 08.07.1941 года и приказа НКО № 00394 от 10.07.41 г. на базе 119-го танкового полка и отдельного батальона связи 59-й танковой дивизии, прибывшей с Дальнего Востока. 20.07.1941 года в дивизию передан корпусной мотоциклетный полк расформированного 26-го механизированного корпуса, ставший мотострелковым полком, и получен артиллерийский дивизион 76-мм орудий из 102-й танковой дивизии.
16 августа 1941 года 108-я танковая дивизия поступила в состав подвижной группы генерала Ермакова.
В рамках Рославльско-Новозыбковской наступательной операции, 29.08.1941 года дивизия сосредоточилась в районе Ореховского, утром 30.08.1941 года начала выдвижение в район, к исходу дня части дивизии вступили в бой с танковыми частями 17-й танковой дивизии противника в районе Чеховка, Карбовка (северо-восточнее Погара), вела бои в том же районе до 04.09.1941 года, сорвав наступление врага на Трубчевск. Затем была полуокружена вражескими частями, прорвалась из окружения к 07.09.1941 года.
На 28.09.1941 года дивизия определена в резерв фронта с дислокацией в районе Пильшино, Красное, в готовности к контратакам совместно с 287-й стрелковой дивизией на Жуковку, Почеп, Погар.
Во время операции «Тайфун» дивизия 04.10.1941 года вступила в бой с врагом на рубеже посёлков Малая Бошинка — Рудаки (южнее Карачева). К 06.10.1941 года была окружена, из окружения вышла, сосредоточилась в районе станций Манаенки и Арсеньево для погрузки и отправки в Тулу, куда поступила к концу октября 1941 года.
26.10.1941 года 108-й мотострелковый полк вместе с мотострелковым батальоном 11-й танковой бригады был отряжён для обороны Плавска, однако части не успели подойти и Плавск был занят без боя.
В начале ноября 1941 года прибыла в Венёв на переформирование в моторизованную. 10.11.1941 года дивизия, после продолжительного периода действий без материальной части, должна была получить из Москвы КВ-1 — 10 штук и Т-60 — 20 штук. Однако, переформирование не было закончено и 14.11.1941 дивизия была возвращена на фронт, 17.11.1941 года вступила в бой юго-восточнее Тулы. C 21.11.1941 года вела тяжёлые бои в районе Венева
На 24.11.1941 года обороняла ближайшие подступы к Веневу со стороны Теребуш, Гати, Берёзово, при этом танки (их оставалось всего 18) были расставлены как огневые точки, одновременно выделялся небольшой резерв.
После боёв остатки дивизии без материальной части отошли к Туле, где участвовали в обороне города.
02.12.1941 года переформирована в 108-ю танковую бригаду.

## Полное название
108-я танковая дивизия

## Подчинение
| Дата                  | Фронт (округ)   | Армия      | Корпус (группа) | Примечания                                                  |
| --------------------- | --------------- | ---------- | --------------- | ----------------------------------------------------------- |
| 01 августа 1941 года  | Резервный фронт |            |                 | C 16.08.1941 — в составе подвижной группы генерала Ермакова |
| 01 сентября 1941 года | Брянский фронт  | 3-я армия  |                 |                                                             |
| 01 октября 1941 года  | Брянский фронт  | 50-я армия |                 |                                                             |
| 01 ноября 1941 года   | Западный фронт  | 50-я армия |                 |                                                             |
| 01 декабря 1941 года  | Западный фронт  | 50-я армия |                 |                                                             |

## Состав
- 216-й танковый полк
- 217-й танковый полк
- 108-й мотострелковый полк
- 108-й артиллерийский полк
- 108-й разведывательный батальон
- 108-й отдельный зенитно-артиллерийский дивизион
- 108-й отдельный батальон связи
- 108-й автотранспортный батальон
- 108-й ремонтно-восстановительный батальон
- 108-й понтонно-мостовой батальон
- 108-й медико-санитарный батальон
- 108-я рота регулирования
- 108-й полевой автохлебозавод
- 923-я полевая почтовая станция
- 76-я полевая касса Госбанка (на 26.08.1941 г.)

## Укомплектованность
- — на 18.08.1941 года: личный состав: недостаёт 80 человек начальствующего состава, в политсоставе недостаёт 12 человек, экипажи: есть полностью, 121 Т-26, 23 Т-26 химических, 30 Т-34, 11 КВ-1.* — на 07.09.1941 года: 17 танков (2 КВ-1, 7 Т-34, 2 Т-40, 3 БА-10, 3 БА-20), три 76-мм орудия, восемь зенитных орудий и 1200 человек личного состава.
- — на 27.09.1941 года: 3 КВ-1, 17 Т-34, 1 БТ, 20 Т-40, всего 41 танк.

## Командиры
- Иванов, Сергей Алексеевич (июль 1941-02.12.1941), полковник